# RISC

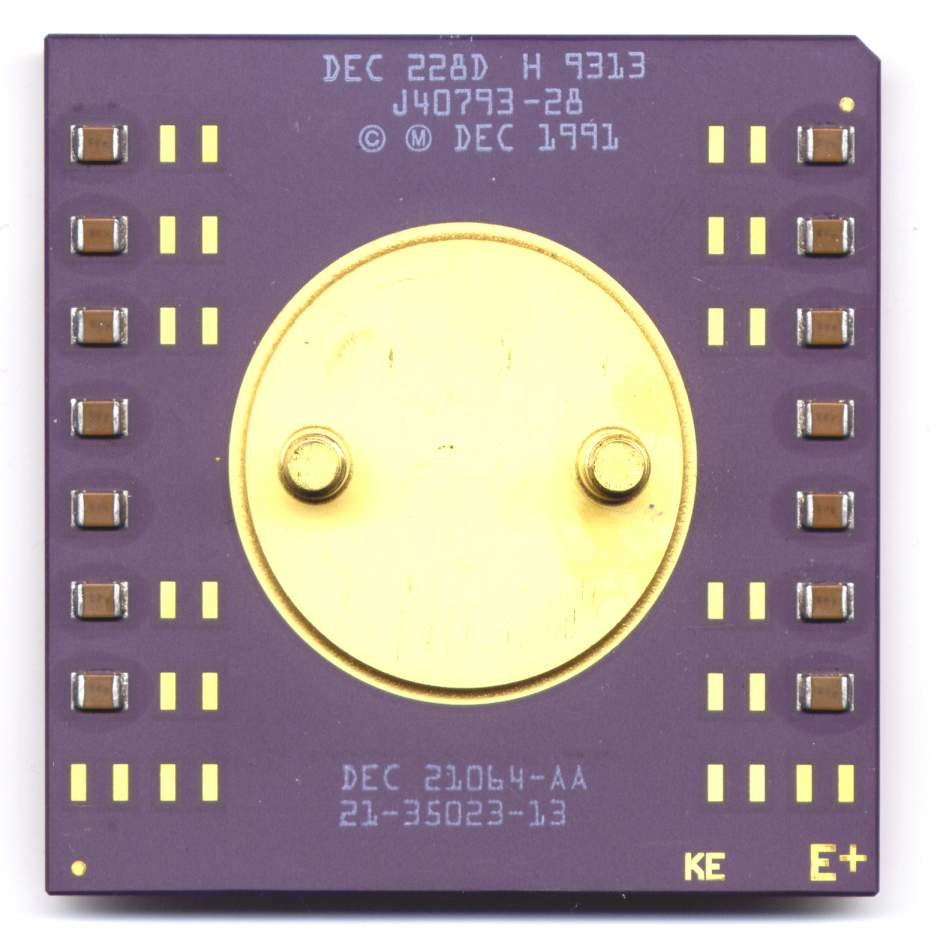
DEC Alpha AXP 21064, un microprocessador RISC

RISC (reduced instruction set computer) és un tipus de microprocessador que reconeix un nombre típicament reduït d'instruccions de codi màquina. Són estructuralment més simples que els CISC i estan formats per un nombre molt més reduït de transistors, característica que els fa més barats, més ràpids i més eficients pel que fa a la dissipació d'escalfor (efecte Joule) i de retruc, permet estalviar costos en refrigeració. Aquest tipus de processador està basat bàsicament en el model modern de Von Neumann

## Funcionament
Entre els anys setanta i vuitanta, buscant augmentar la velocitat dels processadors, es va descobrir en diversos experiments que, amb una determinada arquitectura de base, l'execució de programes compilats directament amb microinstruccions i allotjats en memòria externa al circuit integrat resultaven ser més eficients. Això es va aconseguir gràcies al fet que el temps d'accés a les memòries es va anar decrementant amb la millora de la tecnologia.
La idea bàsica dels processadors RISC és tenir un conjunt d'instruccions simplificat que estiguin implantades per maquinari directament en la CPU. Amb això aconseguim eliminar el microcodi i la necessitat de descodificar instruccions complexes.
Així veiem que aquesta arquitectura és radicalment diferent a l'arquitectura CISC, ja que el seu objectiu no és estalviar esforços del programari en accedir a la memòria RAM sinó que és facilitar que les instruccions siguin executades al més ràpidament possible.	
Això s'aconsegueix simplificant el tipus d'instruccions realitza el processador. Així, en contrast amb els processadors CISC, executem moltes més instruccions però aquestes són càlculs molt més senzills que podem fer molt més ràpid.
Tot i això, aquest disseny requereix molta més RAM i una tecnologia de compilador més avançada.
Les comandes que incorpora el xip en la seva ROM consten de diverses instruccions petites que realitzen una sola tasca. Les aplicacions són les encarregades d'indicar al processador quina combinació d'aquestes instruccions s'han d'executar per a completar una instrucció una operació més gran.
A més, les comandes RISC són totes de la mateixa mida i es carreguen i emmagatzemen de la mateixa manera. A més, en ser senzilles i petites, no necessiten ser descodificades en instruccions menors com en el cas de les instruccions CISC, ja que en si mateixes ja són unitats descodificades. Per això, el processador RISC no consumeix temps en verificar la mida de les comandes ni en descobrir com carregar-les i desar-les.
Un processador d'aquest tipus pot executar fins a 10 comandes a la vegada, ja que és el compilador del programari el que determina quines comandes són independents i, per tant, quines poden executar-se alhora.
Com que són comandes més senzilles, la circuiteria per la que passen és també més senzilla (passen per menys transistors) i, per tant, s'executen amb més facilitat.Per executar una comanda normalment necessitem un sol cicle de rellotge.
Aquesta estructura de disseny condueix a cicles de disseny més curts quan es desenvolupen noves versions, fet que possibilita l'aplicació de les més recents tecnologies de semiconductors. Per això, els processadors RISC no només acostumen a oferir una capacitat de processament entre 2 i 4 vegades més gran, sinó que, a més, els salts de capacitat que es produeixen entre generació i generació són molt més grans que en els CISC.

## Principis de disseny dels processadors RISC
En el disseny d'aquestes màquines podem distingir cinc passos clau:
1.	Analitzar les aplicacions per a trobar les operacions clau.
2.	Dissenyar un bus de dades que sigui óptim per a les operacions clau.
3.	Dissenyar instruccions que realitzin les operacions clau utilitzant el bus de dades.
4.	Agregar noves instruccions únicament si no alenteixen la màquina.
5.	Repetir aquest procés per altres recursos.
El primer punt es refereix al fet que el dissenyador ha de trobar què és el que fan en realitat els programes que es pretenen executar.
Seguidament ve la part medular de qualsevol sistema, que és la que conté els registres, l'ALU i els busos que els connecten. S'ha d'optimitzar aquest circuit per al llenguatge o aplicació en qüestió. El temps requerit (anomenat temps del cicle del bus de dades) per a extreure els operands dels seus registres, moure les dades a través de l'ALU i emmagatzemar el resultat en un registre haurà de ser el més curt possible.
A continuació s'hauran de dissenyar instruccions de màquina que facin un bon ús del bus de dades. En general es necessiten només unes quantes instruccions i modes d'adreçament, només es col·locaran instruccions addicionals si aquestes s'utilitzaran amb freqüència.
Finalment, tot el procés s'haurà de repetir per altres recursos de dins del sistema, com pot ser la memòria cau.

## Avantatges dels processadors RISC
-La CPU treballa més ràpid en utilitzar menys cicles de rellotge per executar instruccions.
-Utilitza un sistema de direccions no destructives en RAM. Això significa que, després de realitzar les operacions, conserva en memòria els dos operands i el seu resultat, reduint així l'execució de noves operacions.
-Cada instrucció pot ser executada en un sol cicle de CPU.

## Processadors que utilitzen arquitectura RISC
- MIPS
- Hewlett Packard PA-RISC
- Sun Microsystems SPARC
- PowerPC (Apple, Motorola, IBM)